# Ygrande
 Ygrande  là một xã ở tỉnh Allier thuộc miền trung nước Pháp.

## Hành chính
| Danh sách các thị trưởng               |                      |               |      |         |
| Giai đoạn                              | Giai đoạn            | Tên           | Đảng | Tư cách |
| tháng 3 năm 2001                       | bầu tháng 3 năm 2008 | Pierre Thomas | PCF  |         |
| Tất cả các dữ liệu trước đây không rõ. |                      |               |      |         |

## Biến động dân số
| 1962                                              | 1968 | 1975 | 1982 | 1990 | 1999 |
| ------------------------------------------------- | ---- | ---- | ---- | ---- | ---- |
| 995                                               | 1094 | 952  | 901  | 827  | 781  |
| Số liệu dân sô từ năm 1968: Dân số không tính đúp |      |      |      |      |      |